# دودة بوتلاس
دودة بوتلاس (باللاتينية: Lineus longissimus) هي أحد أطول الحيوانات المعروفة، ويصل طولها إلى أكثر من 50 متر. وتفرز الدودة مخاط سام.

## التصنيف
تتبع دودة بوتلاس شعبة الديدان الشريطية. التي تنتشر على سواحل بريطانيا.

## الوصف
يصل طول دودة بوتلاس إلى 60 متر، مما يجعلها أطول حيوان في العالم. وعادة لا يزيد عرضها على 5-10 مم.

## الموئل
تتواجد دودة بوتلاس على الشواطئ الرملية، والطينية، وبرك المد والجزر.